# Copa de Francia de Fútbol 2025-26
La Copa de Francia de fútbol 2025-26 será la edición número 109 de la Copa de Francia, competición de eliminación directa entre los clubes de fútbol aficionado y profesional afiliados del Sistema de ligas de fútbol de Francia de la Federación Francesa de Fútbol.

## Fechas
Las fechas de las dos primeras rondas clasificatorias y las preliminares necesarias fueron fijadas por las ligas regionales individuales. A partir de la tercera ronda, la FFF definió el calendario, con rondas hasta los dieciseisavos de final incluidos programadas para los fines de semana y rondas posteriores hasta la final, pero sin incluirla, que se celebraron en las tardes de entre semana.
| Ronda            | Fecha                    |
| ---------------- | ------------------------ |
| Tercera ronda    | 13 de septiembre de 2025 |
| Cuarta ronda     | 27 de septiembre de 2025 |
| Quinta ronda     | 11 de octubre de 2025    |
| Sexta ronda      | 25 de octubre de 2025    |
| Séptima ronda    | 15 de noviembre de 2025  |
| Octava ronda     | 29 de noviembre de 2025  |
| Ronda de 64      | 20 de diciembre de 2025  |
| Ronda de 32      | 10 de enero de 2026      |
| Octavos de final | 4 de febrero de 2026     |
| Cuartos de final | 4 de marzo de 2026       |
| Semifinales      | 22 de abril de 2026      |
| Final            | 23 de mayo de 2026       |